# Satyrus conspicua
Satyrus conspicua är en fjärilsart som beskrevs av Ruggero Verity 1927. Satyrus conspicua ingår i släktet Satyrus och familjen praktfjärilar. Inga underarter finns listade.